# Lindner Miklós
Dr. Lindner Miklós (Budapest, 1932. március 21.) altábornagy, címzetes egyetemi tanár, a hadtudományok kandidátusa.
Szülei munkások voltak. Kisgyerekként nagyszüleinél, Aradon nevelkedett. Általános és középiskolai tanulmányait már Budapesten, Zuglóban végezte. 1949. április 1-jén, 17 évesen vonult be a hadseregbe, ahol a Híradó Tiszti Iskola növendéke lett. 1950 szeptemberében hadnagyi rendfokozattal végzett és Székesfehérvárra a 43. híradó ezredhez került szakaszparancsnoki beosztásba. A csapatszolgálati ranglétrát bejárva, zászlóalj-parancsnoki beosztásból került Budapestre, ahol elvégezte a katonai akadémia 4 éves híradó szakát. 1961-ben kinevezték a Vezérkar Híradó Csoportfőnökség hadműveleti osztályvezető-helyettesének. De hamarosan újra csapatszolgálatra került, az újonnan létrehozott 5. szárazföldi hadsereg híradófőnök-helyettese, majd híradófőnöke lett. Beosztásának ellátása mellett 1967-ben elvégezte a ZMKA egyéves hadműveleti tanfolyamát. 1973-ban ezredessé léptették elő.
1975-ben kinevezték a Vezérkar Híradó Csoportfőnökének (MN. Híradófőnöke), amely beosztást 1990. decemberi nyugállományba helyezéséig látott el. Közben 1979-ben vezérőrnaggyá nevezték ki és még ebben az évben a hadtudomány kandidátusa lett. Több cikluson át tagja volt a Honvédelmi Minisztérium Tudományos Kollégiumának, az Magyar Tudományos Akadémia Hadtudományi Szakbizottságának, az MTA Interkozmosz Tanács Űrtávközlési Szakbizottságának, valamint a KGST Postai és Távközlési Állandó Bizottságának.
Nyugállományba helyezését követően a nyugállományúak klubjában a híradó tagozat tagja, majd tiszteletbeli elnöke lett. 1998-ban társaival megalakította a Puskás Tivadar Híradó Bajtársi Egyesületet, ahol elnökké választották. 2004-ben a ZMNE Egyetemi tanácsa címzetes egyetemi tanárrá választotta meg.
2007-ben a köztársasági elnök altábornaggyá léptette elő.
Diplomái:
- Magasabb képesítésű híradótiszt (1961 Zrínyi Miklós Nemzetvédelmi Egyetem)
- Hadászati képesítésű tiszt (1967 ZMNE vezérkari tanfolyam)
- Magasabb híradó továbbképzés (1982 Katonai Híradó Akadémia [Szovjetunió])

Fontosabb munkahelyei:
- Század- zászlóaljparancsnok
  - 43. önálló híradó ezred, Budapest-Vác (1950-1957)
  - Zrínyi Miklós Nemzetvédelmi Egyetem, Budapest (1957-1961)
- Híradófőnök
  - 5. hadsereg, Székesfehérvár (1961-1975)
- Vezérkar Híradó és Informatikai Csoportfőnök
  - Budapest (1975-1990)
- Nyugállományban (1990-..)

## Kapcsolódó szócikk
- Katonai híradás
- Molnár János híradó csoportfőnök